# O (kana)
A hiragana お, katakana オ, Hepburn-átírással: o, magyaros átírással: o japán kana. Mindkét írásjegy a 於 kandzsiból származik. A godzsúonban (a kanák sorrendje, kb. „ábécérend”) az ötödik helyen áll. Az お Unicode kódja U+304A, az オ kódja U+30AA. A nemzetközi fonetikai ábécében az [o] hangnak felel meg.

## Vonássorrend
|  |  |
|  |  |